# Duinenmars

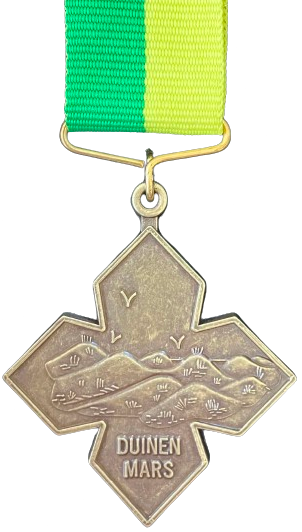
Medaille (1e keer)

De Duinenmars is een wandeltocht in Nederland. Deze tocht wordt sinds 1952 elk jaar in het eerste of tweede weekend van april gehouden. De tocht start in Den Haag (Kijkduin) en trekt jaarlijks meer dan 10.000 bezoekers.
De eerste Duinenmars werd gehouden in 1952. Het initiatief tot de mars werd genomen door de Admiraal De Ruytergroep uit Den Haag. Het oorspronkelijke doel was om geld in te zamelen voor gehandicapte scouts. Later werd dit breder getrokken. 

## Afstanden en routes
Deelnemers kunnen kiezen tussen afstanden van vijf tot en met veertig kilometer. De routes lopen voor een groot deel door de duinen, grofweg tussen Monster en Wassenaar. Omdat de routes vooral langs het duingebied loopt, is er weinig tot geen overlast voor het overige verkeer. In Duindorp en Scheveningen worden de duinen verlaten om de oversteek van de haven mogelijk te maken en via Meijendel naar Wassenaar te lopen.

## Organisatie
De Stichting Duinenmars is een zelfstandige stichting, maar er zijn sterke banden met Scouting Nederland. Het initiatief kwam van de Haagse Admiraal De Ruytergroep van scouting. Als de opbrengsten hoog genoeg zijn komen deze beschikbaar voor het regionale jeugdwerk. Verenigingen of organisaties kunnen een aanvraag indienen. De Duinenmars kan als een sponsorloop worden beschouwd. De organisatie is in handen van vrijwilligers.

## Afwijkende edities

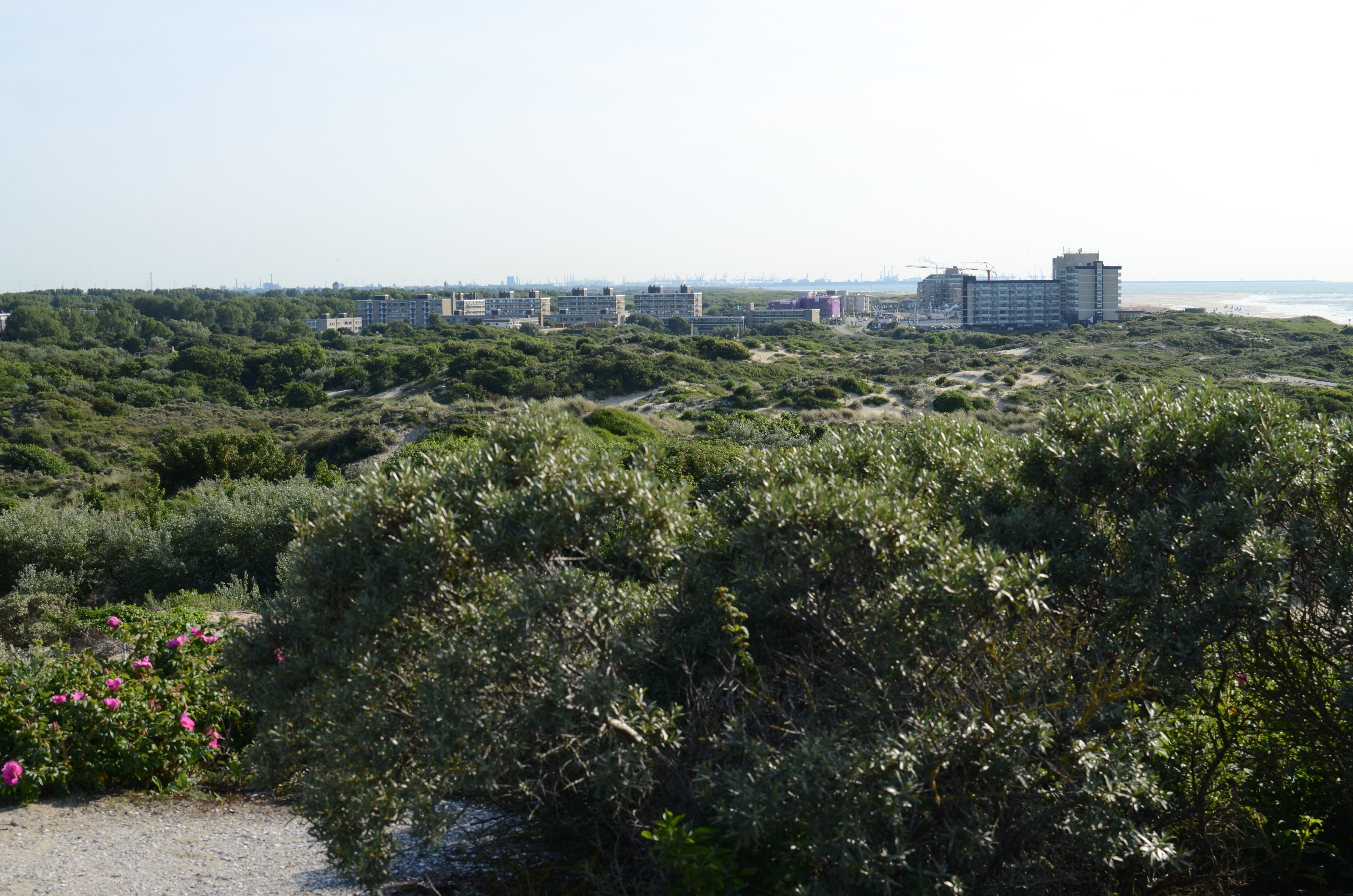
De duinen bij Kijkduin

In de geschiedenis van de Duinenmars is alleen de coronapandemie reden geweest om edities af te lassen, anders te organiseren of drastisch te verplaatsen:
- 2020: Afgelast
- 2021: Afgelast maar er is een alternatieve online editie aangeboden
- 2022: Omdat in december 2021 nog zeer onduidelijk was wat er in april 2022 mogelijk was, is besloten de mars naar oktober 2022 te verplaatsen.